# 15 años y un día
15 años y un día és una pel·lícula dramàtica espanyola estrenada el 2013 i dirigida per Gracia Querejeta. Es va presentar en la 16a edició del Festival de Màlaga, competint en la secció oficial i aconseguint la Bisnaga d'Or a la Millor Pel·lícula.
El títol de la pel·lícula és ambigu. Es refereix a la condemna que pot suposar l'adolescència d'un noi per als seus pares, o a la pena que un jutge pot imposar per un delicte.
Va ser estrenada als cinemes d'Espanya el 7 de juny de 2013, anunciant-se el 9 de setembre que, al costat de La gran familia española, Alacrán enamorado i Caníbal, era una de les quatre pel·lícules candidates a representar a Espanya en la 86 edició dels Premis Oscar en la categoria de millor pel·lícula de parla no anglesa, gala que se celebraria el diumenge 2 de març de 2014 al Dolby Theater de Hollywood (Los Angeles). D'altra banda, també va ser un dels films preseleccionats per a participar en l'edició 56è dels Premis Ariel de l'Acadèmia de Mèxic al costat de La gran familia española i Caníbal.

## Sinopsi
Drama que gira entorn de Jon (Arón Piper), un adolescent conflictiu i desobedient que comença a ajuntar-se amb males companyies. Per a remeiar aquesta complicada situació, i arran d'una expulsió en el col·legi, la seva mare (Maribel Verdú), decideix enviar-lo amb el seu avi (Tito Valverde), un militar ja retirat que va exercir en la Guerra de Bòsnia. L'estricte ancià intentarà canalitzar al noi a través de diferents canals d'educació i disciplina.

## Repartiment
- Tito Valverde com Max.
- Maribel Verdú com Margo.
- Arón Piper com Jon.
- Belén López com a inspectora Aledo.
- Susi Sánchez com Cati.
- Boris Cucalón com Toni.
- Pau Poch com Nelson.
- Sofía Mohamed com Elsa.
- Nerea Mazo com Nera.

## Taquilla
Malgrat els baixos registres d'espectadors que es van venir repetint a les sales de cinema espanyol durant l'any 2013, 15 años y un día va aconseguir rendibilitzar el seu Biznaga d'Or i va aconseguir el cinquè lloc de les pel·lícules més vistes durant el cap de setmana de la seva estrena amb una recaptació de 174.520 euros.
La xifra la va convertir en el segon millor estrena d'aquesta setmana i en el film amb les dades més positives en taquilla de les quals van arribar a la cartellera després del Festival de Màlaga. La pel·lícula de Gracia Querejeta, que narra la història d'un adolescent conflictiu que és enviat amb el seu avi exmilitar, ha superat els registres de La mula (164.197 euros en el seu primer cap de setmana i que va comptar amb una gran campanya en xarxes socials per la presència de Mario Casas en el repartiment), el drama La estrella (38.565 euros) i el 'thriller' Fill de Caín (124.056 euros), segons les dades recollides per Imdb.com. Encara que cap dels registres sigui espectacular, els de la pel·lícula de Gràcia Querejeta són positius si es té en compte que durant aquestes mateixes setmanes es va tornar a fregar el mínim de l'any en recaptació, amb tot just 4 milions d'euros en global, quan a l'abril del mateix any, la mitjana dels caps de setmana va aconseguir els 8 milions.

## Palmarès cinematogràfic
XXVIII Premis Goya
| Categoria                    | Persona                                                                | Resultat |
| ---------------------------- | ---------------------------------------------------------------------- | -------- |
| Millor pel·lícula            | Millor pel·lícula                                                      | Nominada |
| Millor directora             | Gracia Querejeta                                                       | Nominada |
| Millor actor protagonista    | Tito Valverde                                                          | Nominat  |
| Millor actriu de repartiment | Maribel Verdú                                                          | Nominada |
| Millor actriu revelació      | Belén López                                                            | Nominada |
| Millor cançó original        | Rap 15 anys i un dia Arón Piper Cecilia Fernández Blanco Pablo Salinas | Nominats |
| Millor fotografia            | Juan Carlos Gómez                                                      | Nominat  |

Festival de Màlaga
| Categoria                                          | Persona                                   | Resultat   |
| -------------------------------------------------- | ----------------------------------------- | ---------- |
| Bisnaga d'Or a la Millor Pel·lícula                | Bisnaga d'Or a la Millor Pel·lícula       | Guanyadora |
| Bisnaga de Plata al Premi de la Crítica            | Bisnaga de Plata al Premi de la Crítica   | Guanyadora |
| Bisnaga de Plata al Millor Guió                    | Gracia Querejeta i Antonio Santos Mercero | Guanyadors |
| Bisnaga de Plata a la Millor banda sonora original | Pablo Salinas                             | Guanyador  |

Premis José María Forqué
| Categoria                  | Persona                    | Resultat |
| -------------------------- | -------------------------- | -------- |
| Millor pel·lícula de l'any | Millor pel·lícula de l'any | Nominada |

Premis ASECAN
| Categoria                                              | Persona                                                | Resultat |
| ------------------------------------------------------ | ------------------------------------------------------ | -------- |
| Millor pel·lícula espanyola (sense producció andalusa) | Millor pel·lícula espanyola (sense producció andalusa) | Nominada |
| Millor interpretació femenina                          | Belén López                                            | Nominada |